# Ryan Kennelly
Ryan Kennelly (23 de marzo de 1974) es un potencista estadounidense.
En 2002, a los 27 años logró fama en el deporte al romper el récord mundial de press de banca con 362,5 kg, aunque poco tiempo después fue superado por Scot Mendelson.
En marzo de 2007 ganó el desafío del mejor pressbanquista del Arnold Classic, en el cual levantó 410 kg. Meses más tarde, el 28 de julio de 2007 volvió a establecer un récord mundial el récord mundial de press de banca con 470 kg, superando por 11 kg el récord anterior de Gene Rychlak.
El 1º de diciembre de 2007 Kennelly superó su propio record con 476 kg, en una competición llevada al cabo en Krivoy Rog, Ucrania.
Sucesivamente ha conseguido batir su propio récord en abril de 2008 (485,34 kg), julio de 2008 (487,5 kg)y agosto de 2008 (487,6 kg) hasta ser superado por Paul "pequeño" Meeker que consiguió levantar 500,5 kg